# Joe Lhota
Joseph J. „Joe“ Lhota (* 7. října 1954 Bronx, New York) je americký republikánský politik, bývalý náměstek newyorského starosty Rudyho Giulianiho a předseda Metropolitního dopravního podniku (Metropolitan Transportation Authority). V listopadových volbách roku 2013 neúspěšně kandidoval za Republikánskou stranu na úřad starosty New Yorku. K roku 2016 působil jako viceprezident a proděkan Langoneova lékařského centra Newyorské univerzity (NYU Langone Medical Center).

## Osobní život a vzdělání
Narodil se v newyorském Bronxu do rodiny Jackie a Josepha Lhotových. Otec pracoval jako policista u městského sboru (NYPD). Děd z otcovy strany byl členem newyorského hasičského sboru (FDNY) a druhý děd pak taxikářem ve stejném městě. Rodina otce má české kořeny. Děd z matčiny strany měl italský původ a babička po této linii byla Židovka. Lhota byl vychován v katolictví a označuje se za křesťana, ačkoli podle židovského práva by mohl být považován za žida.
Joe Lhota je prvním členem rodiny, který vystudoval vysokou školu. V roce 1976 absolvoval Georgetown University v oboru podnikové hospodářství. O čtyři roky později obdržel na Harvard Business School titul MBA .
Lhota je ženatý. Do jeho manželství se narodilo jedno dítě.

## Profesní kariéra

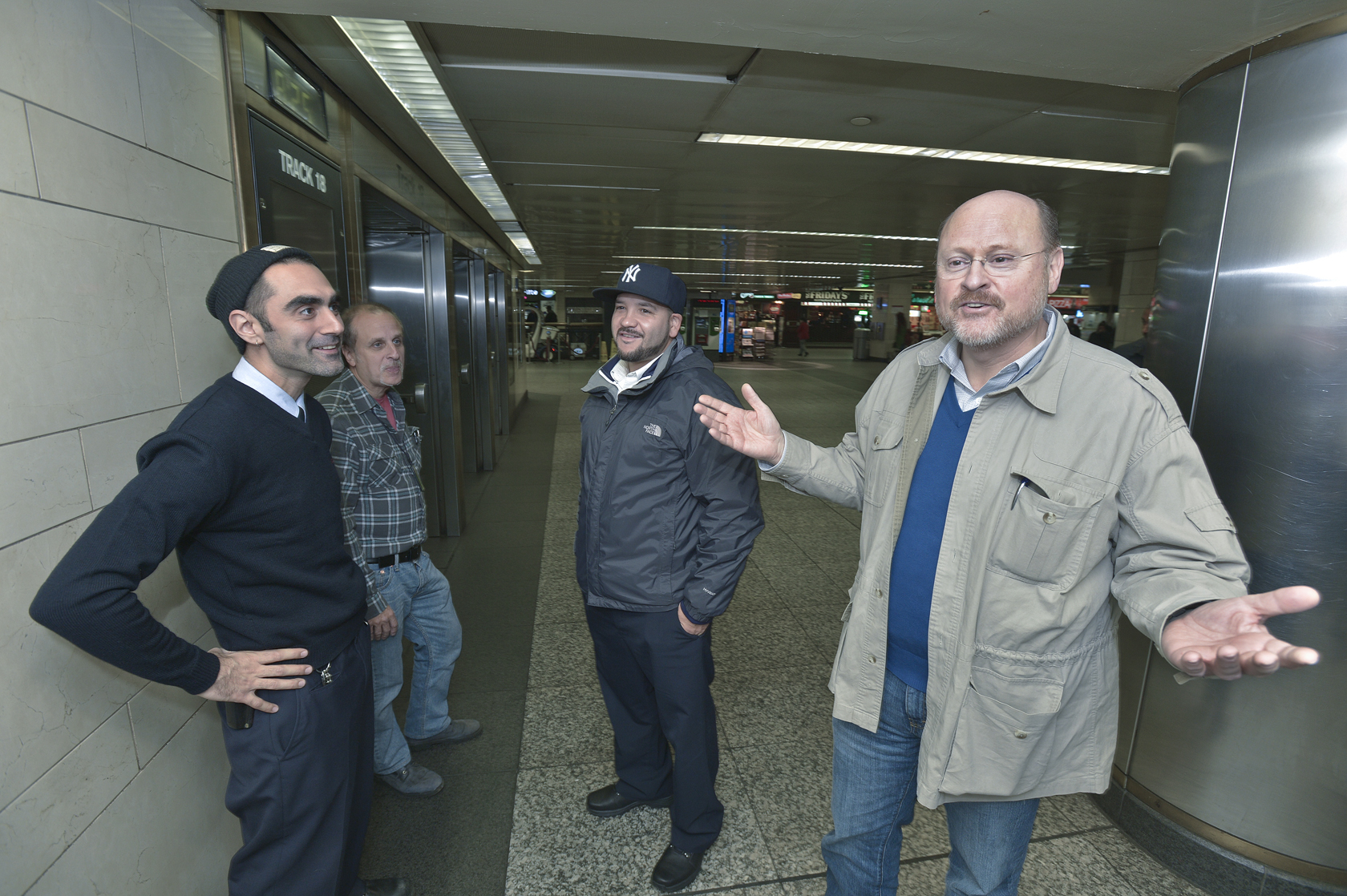
Lhota jako šéf MTA diskutuje se zaměstnanci newyorského dopravního podniku

Po ukončení Harvardu se vrátil do rodného New Yorku, kde zahájil čtrnáctiletou kariéru investičního bankéře u společností First Boston a Paine Webber. V roce 2002 se stal výkonným viceprezidentem firmy Cablevision, stejně jako prezidentem Lightpath, telekomunikační společnosti podnikající v neyworské oblasti. Od roku 2010 působil jako výkonný viceprezident ve firmě The Madison Square Garden Company.

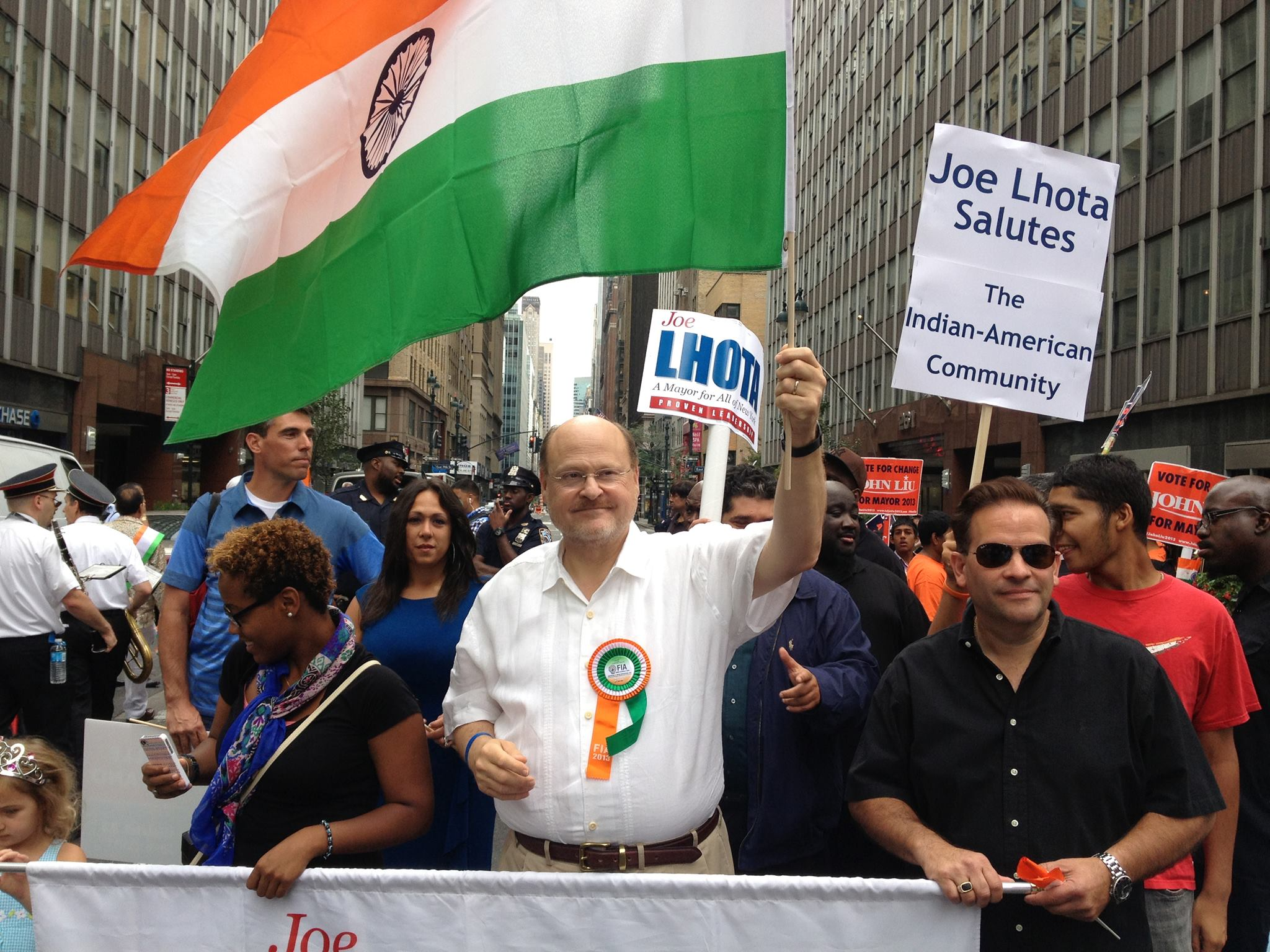
Lhota pochoduje s indickou komunitou během předvolební kampaně na starostu New Yorku

Od roku 1994 byl členem administrativy starosty Rudyho Giulianiho. Během dvou funkčních období v ní zastával několik pozic, včetně náměstka starosty pro provoz, kterým byl jmenován v roce 1998. Pro Giulianiho zajišťoval komunikaci s dalšími vrcholnými instituce, jakými jsou Bílý dům, Kongres Spojených států amerických, guvernér New Yorku, městská rada a zákonodárný sbor státu New York.
Dne 20. října 2011 jej newyorský guvernér Andrew Cuomo nominoval na funkci předsedy Metropolitního dopravního podniku (Metropolitan Transportation Authority, MTA), největšího poskytovatele hromadné dopravy ve Spojených státech, jehož služby denně využije cca 8,5 miliónů pasažérů. Před nutným potvrzením newyorským senátem nastoupil v dané společnosti na pozici výkonného ředitele (CEO). K jednohlasnému potvrzení došlo 9. ledna 2012. Úřad předsedy MTA opustil ke konci téhož roku.
V listopadu 2013 byl republikánským kandidátem na úřad starosty New Yorku. Ve volební úterý 5. listopadu jej porazil favorizovaný Demokrat Bill de Blasio, newyorský ombudsman, který získal čtyřletý mandát 2014–2018. Stal se tak prvním demokratickým starostou po téměř dvaceti letech. Lhota obdržel necelých 25 % proti více než 73% výsledku Blasia.